# In Utero
In Utero – trzeci i jednocześnie ostatni album studyjny amerykańskiego zespołu grunge’owego Nirvana, wydany 21 września 1993 roku. Realizatorem dźwięku podczas nagrań był Steve Albini, znany także jako muzyk zespołów Big Black i Shellac, gdyż członkowie Nirvany chcieli by muzyka na In Utero była ostrzejsza niż na poprzedniej płycie, Nevermind. Za teksty piosenek niemal w całości odpowiada frontman i wokalista zespołu, Kurt Cobain.
Wydano dwa single: „Heart-Shaped Box” i „All Apologies”. Planowano wydać również trzeci: „Pennyroyal Tea”, jednak po samobójczej śmierci Cobaina zrezygnowano z tego pomysłu (w kilku krajach mimo to utwór został wydany).
Choć In Utero w porównaniu do Nevermind okazał się nieco mniejszym sukcesem komercyjnym, album dostał się na pierwsze miejsce Billboard 200 i otrzymał bardzo dobre oceny od fanów i recenzentów, w 2003 został sklasyfikowany na 439. miejscu listy 500 albumów wszech czasów magazynu Rolling Stone. W samych Stanach Zjednoczonych sprzedał się w ponad 3,5 milionach kopii.
Album w Polsce uzyskał status złotej płyty.
Cobain początkowo chciał, by album nosił tytuł I Hate Myself and I Want to Die – tym zdaniem artysta odpowiadał każdemu, kto go zapytał jak się czuje. Ostatecznie wybrano tytuł In Utero, zaczerpnięty z wiersza autorstwa Courtney Love.

## Lista utworów
Wszystkie piosenki zostały napisane przez Kurta Cobaina, z wyjątkiem „Scentless Apprentice” napisanej przez Kurta Cobaina, Krista Novoselica i Dave’a Grohla.
1. „Serve the Servants” – 3:36
2. „Scentless Apprentice” – 3:47
3. „Heart-Shaped Box” – 4:41
4. „Rape Me” – 2:49
5. „Frances Farmer Will Have Her Revenge on Seattle” – 4:09
6. „Dumb” – 2:32
7. „Very Ape” – 1:55
8. „Milk It” – 3:54
9. „Pennyroyal Tea” – 3:37
10. „Radio Friendly Unit Shifter” – 4:51
11. „Tourette’s” – 1:35
12. „All Apologies” – 3:51
13. „Gallons of Rubbing Alcohol Flow Through the Strip” (utwór niedostępny na wydaniach amerykańskich) – 7:31

## Miejsca na listach przebojów
| Rok  | Lista                             | Pozycja |
| ---- | --------------------------------- | ------- |
| 1993 | Billboard 200                     | 1       |
| 1993 | Official UK Albums Chart          | 1       |
| 1993 | Official Sweden Albums Chart      | 1       |
| 1993 | Official Australian Albums Chart  | 2       |
| 1993 | Official New Zealand Albums Chart | 3       |
| 1993 | Official Portugal Album Charts    | 4       |
| 1993 | Official Finland Albums Chart     | 5       |
| 1993 | Official Norwegian Albums Chart   | 7       |
| 1993 | Official Austrian Albums Chart    | 8       |
| 1993 | Official Holland Albums Chart     | 10      |
| 1993 | Official Spanish Albums Chart     | 13      |
| 1993 | Official Japanese Albums Chart    | 13      |
| 1993 | Official German Albums Chart      | 14      |
| 1993 | Official Switzerland Albums Chart | 16      |
| 1993 | Official Hungarian Albums Chart   | 40      |